# Château Rouge (film)
Pour les articles homonymes, voir Château Rouge.
Pour plus de détails, voir Fiche technique et Distribution.
Château Rouge est un film documentaire français réalisé par Hélène Milano et sorti en 2024.

## Synopsis
La vie d'adolescents dans le quartier de la Goutte-d'Or à Paris, métro Château Rouge.

## Fiche technique
- Titre : Château Rouge
- Réalisation : Hélène Milano
- Scénario : Hélène Milano
- Photographie : Jérôme Olivier
- Son : Marianne Roussy
- Montage : Cécile Dubois
- Production : TS Productions
- Pays de production :  France
- Distribution : Dean Medias
- Durée : 107 minutes
- Dates de sortie : 
  - France - mai 2024 (Festival de Cannes)
  - France - 22 janvier 2025 (en salles)

## Sélection
- Festival de Cannes 2024 (programmation de l'ACID)[1]